# Metasia ophialis
Metasia ophialis là một loài bướm đêm thuộc họ Crambidae, phân họ Pyraustinae.
Loài này có ở miền trung và Nam Âu.
Con trưởng thành bay năm tháng 6 và tháng 7 tùy theo địa điểm.